# Fortià (kommun)
Fortià är en kommun i Spanien.   Den ligger i provinsen Província de Girona och regionen Katalonien, i den östra delen av landet, 600 km öster om huvudstaden Madrid. Antalet invånare är 679. Arean är 10,9 kvadratkilometer. Fortià gränsar till Castelló d'Empúries, Riumors, Siurana, Vilamalla, El Far d'Empordà, Vila-sacra och Peralada. 
Terrängen i Fortià är mycket platt.